# NKK
La NKK est une entreprise japonaise fondée en 1912 afin de produire des objets en acier à partir des premières aciéries japonaises. En 1959 elle fait partie des entreprises à l'origine de la création du Nippon Design Center. Elle se développe fortement après la Seconde Guerre mondiale en créant des complexes de fabrication d'acier à Fukuyama, Kawasaki et Yokohama.
En 2002, alors qu'elle est le deuxième groupe le plus important au Japon dans la production d'acier, la NKK fusionne avec Kawasaki Steel pour former la JFE Holdings.